# Jan Starzyński
Jan Starzyński (ur. 4 lutego 1955 w Jarosławcu) – polski prawnik, urzędnik państwowy i samorządowiec, od 1998 do 2018 prezydent Pruszkowa.

## Życiorys
W 1978 ukończył studia na Wydziale Prawa i Administracji Uniwersytetu Warszawskiego. W latach 80. odbył aplikację radcowską w Okręgowej Komisji Arbitrażowej w Warszawie. Od 1978 był zatrudniony w Zarządzie Gospodarki Terenami Miasta Pruszkowa, następnie był prawnikiem i kierownikiem działu w Pruszkowskiej Spółdzielni Mieszkaniowej (1982–1990).
Działał w Stronnictwie Demokratycznym, z ramienia którego sprawował w latach 1988–1990 mandat radnego Miejskiej Rady Narodowej. W 1990 wojewoda Adam Langer mianował go na kierownika nowo utworzonego urzędu rejonowego w Pruszkowie. W tym samym roku ponownie uzyskał mandat radnego rady miejskiej z listy komitetu wyborczego tworzonego przez SD, „Pax”, PSL i Cech Rzemiosł Różnych. W 1994 bez powodzenia ubiegał się o reelekcję.
W 1998 uzyskał mandat radnego powiatu pruszkowskiego z ramienia AWS. W tym samym roku rada miejska w Pruszkowie wybrała go na prezydenta miasta. Reelekcję uzyskiwał w wyborach bezpośrednich czterokrotnie – w 2002 (64,7% głosów w II turze), 2006 (53,7% głosów w I turze), 2010 (50,5% głosów w I turze) i 2014 (59,8% głosów w II turze). W wyborach w 2018 z wynikiem 48,9% głosów przegrał w drugiej turze głosowania z Pawłem Makuchem.
W 2019 został zatrudniony jako pełnomocnik do spraw współpracy z jednostkami samorządu terytorialnego w urzędzie miejskim w Grodzisku Mazowieckim. W tym samym roku bez powodzenia kandydował do Sejmu z listy Koalicji Bezpartyjni i Samorządowcy, uzyskując 1416 głosów (0,24% w okręgu). W 2024 wystartował do rady powiatu z listy Mazowieckiej Wspólnoty Samorządowej.

## Odznaczenia i wyróżnienia
Odznaczony Srebrnym Krzyżem Zasługi, wyróżniony Medalem Pro Memoria.